# Palácio de Despachos de Lagoa Nova
O Palácio de Despachos de Lagoa Nova é o palácio localizado em Natal, capital do estado brasileiro do Rio Grande do Norte onde funciona a sede do governo do estado.
Edificação componente do Centro Administrativo de construção da década de 1970, no governo de José Cortez Pereira de Araújo e que a partir de 1995 passou a ser a sede da governadoria do estado. Anteriormente o palácio-sede do governo do estado era no Palácio Potengi.